# Eilema pulvigera
Eilema pulvigera är en fjärilsart som beskrevs av De Toulgoët 1954. Eilema pulvigera ingår i släktet Eilema och familjen björnspinnare. Inga underarter finns listade i Catalogue of Life.